# Napaimute
Napaimute  est une communauté non incorporée d'Alaska aux États-Unis située dans la Région de recensement de Bethel, à proximité de la ville fantôme de Kwigiumpainukamiut.
Située sur la rive nord du fleuve Kuskokwim, à 28 milles (45 km) à l'est d'Aniak, dans les montagnes Kilbuck-Kuskokwim, Napaimute n'est accessible qu'en bateau en été, ou en motoneige en hiver. Il est aussi possible de s'y rendre par hydravion.
En langue Yupik, le nom du village signifie peuple de la forêt.
L'anglais George Hoffman établit un comptoir de commerce à l'endroit occupé actuellement par le village de Napaimute, en 1906. Le village s'est développé autour de cet établissement, qui proposait ravitaillement et fournitures aux chercheurs d'or.
La première école a été construite en 1920. Mais, dès 1930, la population n'était plus que de 111 habitants, et en 1969 le dernier habitant quittait le village.
Après la promulgation de l'Alaska Native Claims Settlement Act, en 1971, la revitalisation de la communauté a commencé, et se poursuit avec la création d'une scierie en 2001, ainsi que des études de faisabilité pour la création d'un aérodrome en 2004.

## Démographie
| 1880 | 1890 | 1930 | 1940 | 1950 | 1980 |
| ---- | ---- | ---- | ---- | ---- | ---- |
| 60   | 23   | 111  | 75   | 44   | 4    |

| 1990 | 2010 | - | - | - | - |
| ---- | ---- | - | - | - | - |
| 3    | 2    | - | - | - | - |